# Kafr Laha (Hims)
Kafr Laha (arab. ‏كفرلاها‎) – miasto w Syrii, w muhafazie Hims. W spisie ludności z 2004 roku liczyło 20 041 mieszkańców.

## Historia
Miasto znajduje się w miejscu starożytnej aramejskiej osady Bethel.
W czasie wojny domowej miejscowość znalazła się w rejonie działania antyrządowych bojówek. W 2020 roku miejscowe władze odkryły pokaźny arsenał terrorystów, w tym karabiny automatyczne, snajperskie, pociski moździerzowe, rakiety, urządzenia wybuchowe i znaczną ilość amunicji.